# 祭りだ!ワッショイ!
『祭りだ!ワッショイ!』（まつりだ ワッショイ）は、1970年4月5日から同年9月27日までフジテレビ系列局で放送されていたフジテレビ製作のバラエティ番組である。その後も1970年10月4日から1971年3月28日まで『新・祭りだ!ワッショイ!』（しん - ）と題して放送されていた。全49回（26回＋23回）。放送時間は毎週日曜 20:00 - 20:56 （日本標準時）。

## 概要
毎回スタジオに大勢のゲストを招いて行われていた。司会は、当時さまざまな番組の司会を務めていた前田武彦、演歌歌手の北島三郎、そして新人歌手のピーター（現・池畑慎之介）が務めていた。番組は、世の中のブームに挑戦する「ブームに挑む」、3人それぞれの担当コーナーである「マエタケコーナー」「北島三郎コーナー」「ピーターと踊ろう」、そして当時のヒット歌謡とアニメを組み合わせたプロモーションビデオ風のコーナー「おたのしみアニメ劇場」（スタジオ・ゼロ制作）などによって構成されていた。
改題後にはスタジオでの公開番組となり、前田と北島に替わって川崎敬三と三波伸介がメンバーに加入した。またこのリニューアルに伴い、「おたのしみアニメ劇場」は廃止された。

## 司会

### 祭りだ!ワッショイ!
- 前田武彦
- 北島三郎
- ピーター（池畑慎之介）

### 新・祭りだ!ワッショイ!
- ピーター（池畑慎之介）
- 川崎敬三
- 三波伸介

## 放送リスト

### 祭りだ!ワッショイ!
| 回 | 放送日        | サブタイトル                      |
| -- | ------------- | --------------------------------- |
| 1  | 1970年 4月5日 | （不明）                          |
| 2  | 4月12日       | イメージチェンジなのだ            |
| 3  | 4月19日       | （不明）                          |
| 4  | 4月26日       | これがタブーなのだ                |
| 5  | 5月3日        | 18歳以上おことわりなのだ          |
| 6  | 5月10日       | （不明）                          |
| 7  | 5月17日       | （不明）                          |
| 8  | 5月24日       | （不明）                          |
| 9  | 5月31日       | 男ピーターどこへゆく…なのだ       |
| 10 | 6月7日        | 絶対ヒミツよ、松なのだ！          |
| 11 | 6月14日       | 人間万事助けあい…なのだ           |
| 12 | 6月21日       | 夢は今ひらく…なのだ               |
| 13 | 6月28日       | ファンのためならエンヤコラ…なのだ |
| 14 | 7月5日        | アニメ・アニメ・アニメ…なのだ     |
| 15 | 7月12日       | これがきわめつけ…なのだ           |
| 16 | 7月19日       | 奇々怪々なのだ！                  |
| 17 | 7月26日       | 涙の親切大行進…なのだ             |
| 18 | 8月2日        | これが泣きどころ…なのだ           |
| 19 | 8月9日        | （不明）                          |
| 20 | 8月16日       | 股旅決定版なのだ…                 |
| 21 | 8月23日       | この夏突然だった…なのだ           |
| 22 | 8月30日       | おカブをうばおう…なのだ           |
| 23 | 9月6日        | ハナ開く北島三郎…なのだ！         |
| 24 | 9月13日       | 女殺し前武地獄…なのだ             |
| 25 | 9月20日       | 商売替え…なのだ！                 |
| 26 | 9月27日       | 聞いておくれよおっかさん…なのだ   |

### 新・祭りだ!ワッショイ!
| 回 | 放送日         | サブタイトル                       |
| -- | -------------- | ---------------------------------- |
| 1  | 1970年 10月4日 | 都はるみ決死の一時間               |
| 2  | 10月11日       | ザ・ピーナッツ妖艶の一時間         |
| 3  | 10月18日       | 三田明険悪の一時間                 |
| 4  | 10月25日       | 江利チエミ懐古の一時間             |
| 5  | 11月1日        | ガアッ！村田英雄だってよ！         |
| 6  | 11月8日        | ブホーッ！舟木一夫だってよ！       |
| 7  | 11月15日       | ハレンチもあるでよォ！             |
| 8  | 11月22日       | ホントにホントに極道さん！         |
| 9  | 11月29日       | 笑えオドリャー！                   |
| 10 | 12月6日        | 父よーあなたはお父ちゃん！         |
| 11 | 12月13日       | ン？何か変だナ                     |
| 12 | 12月27日       | 今年ゃ忘年だよ                     |
| 13 | 1971年 1月10日 | 強い女がドォー                     |
| 14 | 1月17日        | 演歌しちゃうから                   |
| 15 | 1月24日        | 日曜八時泣いていただきます         |
| 16 | 1月31日        | エッチなんて大ー好き               |
| 17 | 2月7日         | 歌祭りハナ祭り北島三郎大行進       |
| 18 | 2月14日        | チエミさんを見なけり・歌は来ません |
| 19 | 2月21日        | おぬし・やるのゥー                 |
| 20 | 2月28日        | 男度胸のヒナ祭り                   |
| 21 | 3月14日        | 渡り鳥オンステージ                 |
| 22 | 3月21日        | 桜吹雪知床祭り                     |
| 23 | 3月28日        | 店じまいバーゲンショー             |